# Lena Klingler
Lena Klingler (* 3. Oktober 2000 in Remshalden) ist eine deutsche Handballspielerin auf der Linksaußen-Position. In der Beachvariante ist sie deutsche Nationalspielerin.
Seit 2019 studiert Klingler Sportwissenschaften an der TU München.

## Hallenhandball
Lena Klingler stammte aus einer Handballerfamilie. Ihre Mutter Claudia Klingler spielte in der Regionalligamannschaft des VfL Waiblingen, Vater Rolf Klingler ebenfalls viele Jahre für die erste Mannschaft Waiblingens. Für den Verein ist er mittlerweile Vorstandssprecher.
Sie spielte in der Jugend bei der SG BBM Bietigheim – zunächst im Rückraum – und erreichte mit der B-Jugend des Vereins das Finalturnier der besten vier Mannschaften und 2019 mit der A-Jugendmannschaft des Vereins das Viertelfinale um die Deutsche Meisterschaft. 2018/19 spielte sie parallel zur A-Jugend auch für die zweite Frauen-Mannschaft des Vereins in der dritten Liga.
2019 wechselte Klingler zum Drittligisten HCD Gröbenzell und war seitdem zugleich für den Zweitligisten VfL Waiblingen spielberechtigt. 2021 wurde ihr Vertrag in Waiblingen verlängert, nachdem sie sich nach dem Weggang von Simona Nikolovska in der Mannschaft hinter Alina Ridder als zweite Linksaußen etablieren konnte. Sie stieg in der Saison mit der Mannschaft als Zweitligameisterin auf und spielte in der Saison 2022/23 in der Bundesliga. Anschließend trat sie mit Waiblingen den Gang in die Zweitklassigkeit an.
Von 2012 bis 2017 gehörte Klingler dem Auswahlkader des Handballverbandes Württemberg an und wurde 2015 auch für den Deutschen Handballbund gesichtet. 2017 erreichte sie mit der Auswahl den zweiten Platz im Länderpokal.
Von Mitte 2020 bis Mitte 2021 war Klingler Jugendtrainerin beim HCD Gröbenzell.

## Beachhandball
Bundestrainer Alexander Novakovic entdeckte Klingler 2016 beim Beachturnier in Ismaning. Seit 2017 spielt sie Beachhandball für die Minga Turtles Ismaning. Bei den Deutschen Meisterschaften 2021 in Düsseldorf gewann sie mit den Turtles bei nur einem verlorenen Satz die Meisterschaft. Klingler wurde danach als beste Spielerin des Turniers (MVP) ausgezeichnet.
Klingler nahm erstmals 2017 bei den Junioren-Europameisterschaften am Jarun-See bei Zagreb mit einer deutschen Nachwuchs-Auswahlmannschaft an einer internationalen Meisterschaft teil. Hier gelang ein nicht so guter Start in das Turnier, mit zwei Siegen und drei Niederlagen in der Vorrunde. Hinter den beiden Spitzenmannschaften aus den Niederlanden und Ungarn konnte Deutschland dennoch dritte der Gruppe werden und sich für das Viertelfinale qualifizieren, in dem Russland geschlagen wurde. Im Halbfinale unterlag das Team erneut den Niederländerinnen, im Spiel um den dritten Rang wurde die bisherige Übermannschaft aus Ungarn, die bis dahin alle Titel beim weiblichen Nachwuchs in Europa gewonnen hatte, geschlagen. Alle Spiele in den KO-Runden wurden erst im Shootout entschieden. Klingler spielte alle acht Spiele und erzielte 36 Punkte.
Diesen Erfolg konnte Klingler mit der deutschen Mannschaft 2018 in Ulcinj wiederholen. Nach zwei Siegen und einer Niederlage zog die Mannschaft hinter Russland ins Viertelfinale ein, wo Spanien geschlagen wurde. Im Halbfinale scheiterte die Mannschaft wie im Jahr zuvor an den Niederlanden, doch konnte wiederum das „kleine Finale“ gegen Portugal klar gewonnen werden. Klingler kam erneut in allen sechs möglichen Spielen zum Einsatz und erzielte 51 Punkte. Im Vorrundenspiel gegen Griechenland war sie mit 14 erzielten Punkten zweitbeste Werferin nach Amelie Möllmann, gegen Russland mit sechs Punkten beste Werferin, allerdings gemeinsam mit Isabel Kattner, Jana Epple, Toni-Luisa Reinemann und Cara Reuthal. Im Viertelfinale war sie mit zehn Punkten wie auch mit 12 Punkten im Spiel um die Bronzemedaille jeweils gemeinsam mit Kattner beste Werferin der deutschen Mannschaft.

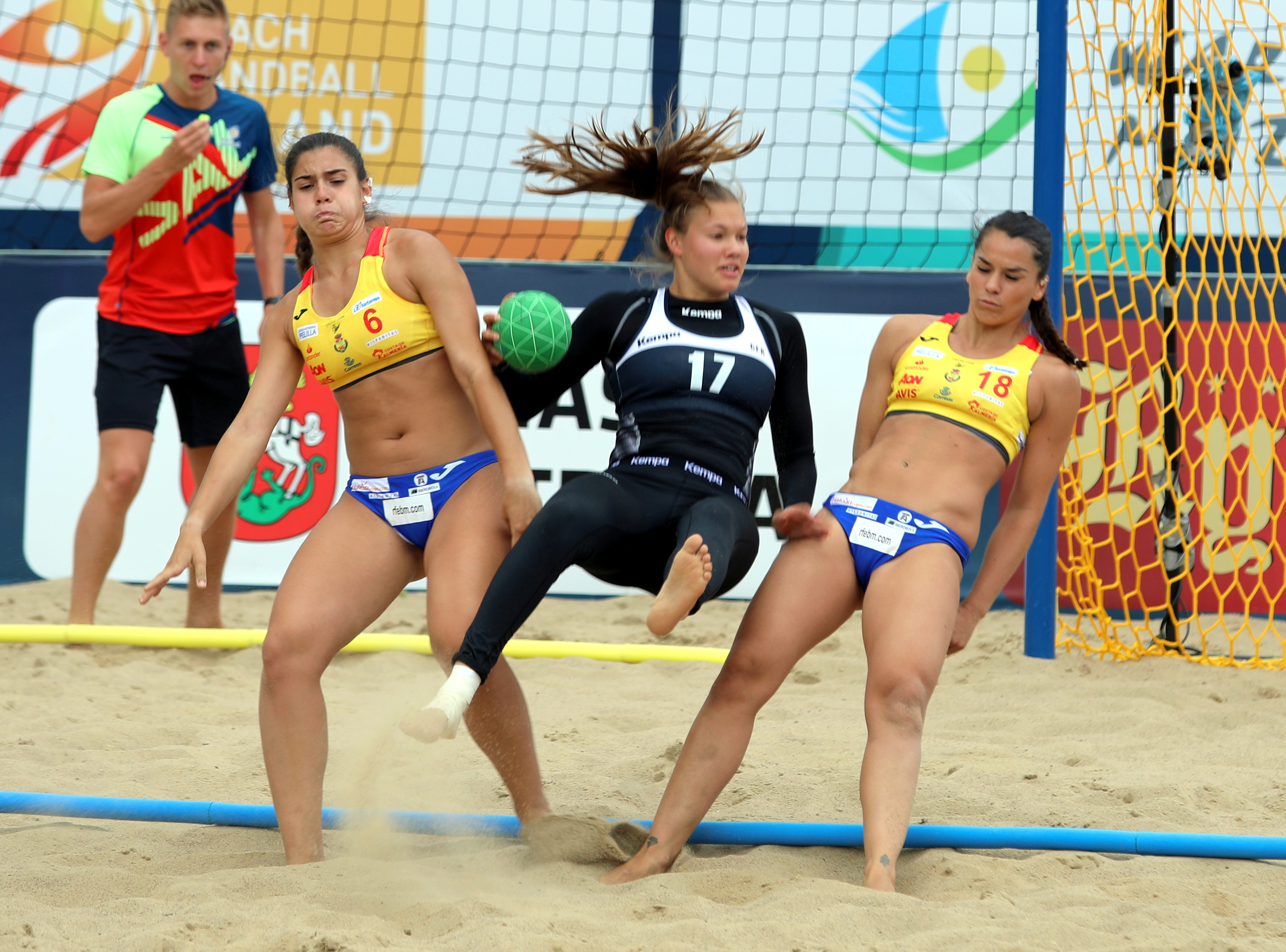
Klingler beim Ansatz eines Drehwurfs im Hauptrundenspiel der EM 2019 gegen Spanien; rechts Luisa María García Toro, links Gemma Sánchez Florentino

Für die Europameisterschaften 2019 im polnischen Stare Jabłonki wurde Klingler erstmals für ein Turnier in die A-Nationalmannschaft berufen. Der perspektivisch zusammen gestellte Mannschaft bestand aus einigen erfahrenen Spielerinnen wie Kirsten Walter, Leonie Wöbking oder Christine Königsmann, darüber hinaus aber vor allem aus jüngeren Nachwuchsspielerinnen wie Klingler, Kattner, Epple oder Reinemann. Nach einer Vorrunde mit zwei Siegen und zwei Niederlagen sowie fünf gewonnenen und fünf verlorenen Sätzen qualifizierte sich das deutsche Team als Gruppendritte für die Hauptrunde. Bei der Niederlage gegen Dänemark war Klingler mit 12 erzielten Punkten beste deutsche Scorerin. Dort schlug man zunächst die amtierenden Weltmeisterinnen aus Griechenland, verlor dann aber gegen Spanien und schlug im dritten und letzten Spiel die Italienerinnen. Das deutsche Team ging als Vorletztes Team ihrer Hauptrunden-Gruppe in die KO-Phase, wo es zunächst die Mannschaft der Schweiz deutlich mit 2:0 besiegte. Es folgte ein hart umkämpfter und erst im Shootout besiegelter Sieg gegen die Gastgeberinnen aus Polen. Im letzten Spiel nach einer kräftezehrenden Meisterschaft unterlag das junge Team der Vertretung aus Russland und belegte Platz zehn. Klingler bestritt alle zehn möglichen Turnierspiele und erzielte dabei 57 Punkte, womit sie die vierterfolgreichste Torschützin Deutschlands im Turnier war.
Weitaus erfolgreicher sollte die Beachhandball Euro 2021 in Warna werden. Klingler begann das Turnier mit drei Siegen mit der deutschen Mannschaft, über Rumänien, Portugal und die Niederlande. Damit kam Deutschland verlustpunktfrei in die Hauptrunde, wo auch die weiteren drei Spiele gegen Frankreich, Griechenland und Polen gewonnen werden konnten. Gegen Frankreich war Klingler gemeinsam mit Kattner mit je zehn erzielten Punkten deutsche Top-Scorerin, gegen Polen mit fünf Punkten gar beste Werferin. Auch das Viertelfinale wurde somit ohne Punktverlust und ohne Satzverlust erreicht. Gegen die Weltklassemannschaft aus Ungarn gewannen die deutschen Frauen im Shootout und mussten damit ihren ersten Satzverlust im Turnier hin nehmen. Mit zehn Punkten war Klingler punktgleich mit Möllmann nach Kattner beste Werferin. Auch im Halbfinale gegen Spanien wurde ein Satz verloren, doch auch die Ibererinnen konnten im Shootout bezwungen werden. Klingler war mit 15 erzielten Punkten die überragende deutsche Offensivakteurin des Spiels. Im Finale traf die deutsche Mannschaft auf die Titelverteidiger aus Dänemark, die dieses Mal in zwei Durchgängen besiegt wurden. Es war der erste Titelgewinn der deutschen Mannschaft seit 2006 und überhaupt erst der zweite Titel und wurde auch von den Spielerinnen selbst als „Sensation“ wahrgenommen, nahm die deutsche Mannschaft nach mehreren Jahren Unterbrechung erst seit 2015 wieder an internationalen Wettbewerben teil. Klingler spiele alle möglichen neun Partien und traf dabei zu 63 Punkten.

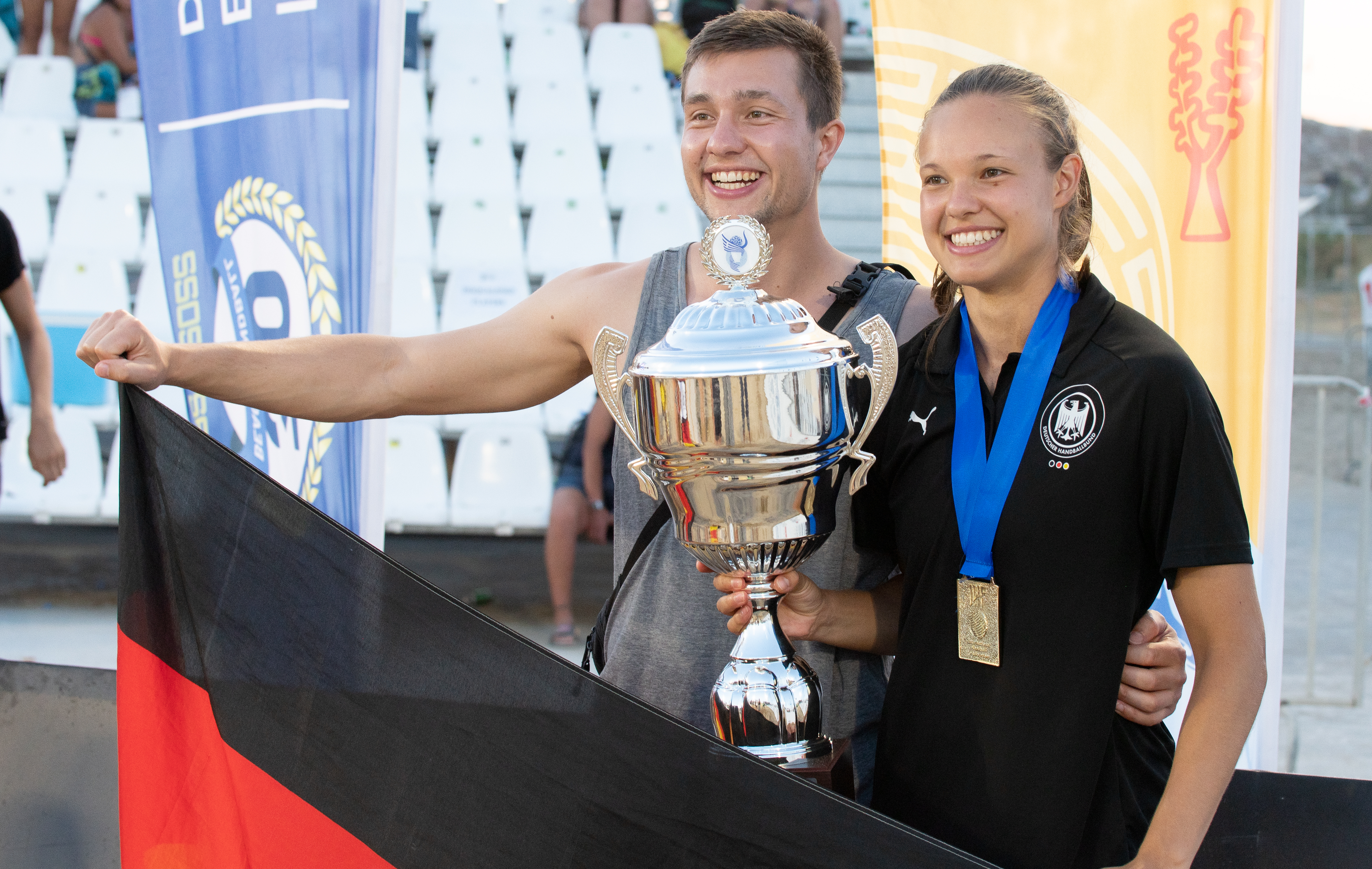
Klingler mit dem Weltmeister-Pokal (2022)

2022 erhielt sie das Silberne Lorbeerblatt.